# سس المانت

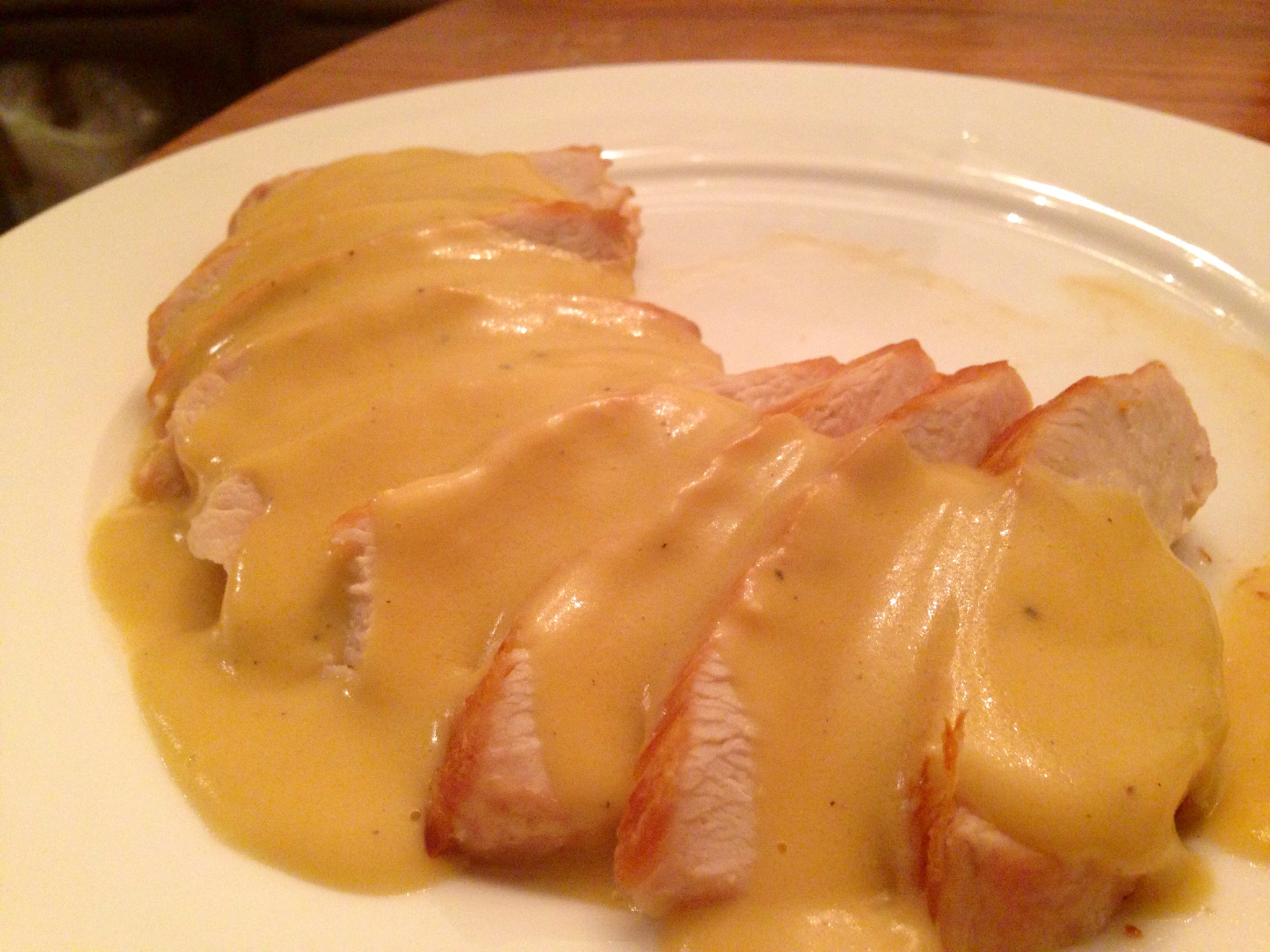
سس المانت

سس المانت (به فرانسوی: Sauce allemande) به معنی سس آلمانی، یک نوع سس در آشپزی فرانسوی است که شبیه به سس ولوته بوده اما به وسیلۀ زرده تخم‌مرغ و خامه غلیظ‌تر شده و با آب لیموترش طعم‌دار گردیده. سس ولوته یکی از پنج سس مادر می‌باشد که در کتاب هنر آشپزی فرانسوی در قرن ۱۹ام ماری آنتوان کارم از آن نام برده شده است.
اوگیست اسکوفیر در اوایل قرن ۲۰ام این سس را تکمیل کرد. در آغاز جنگ جهانی اول او نام سس را به سس بلوند تغییر داد که امروزه به سس پاریسی شناخته می‌شود.
این سس به همراه تخم‌مرغ، ماهی و مرغ آب‌پز شده، پیش‌غذا‌های گرم و غذاهایی که بر رویشان خرده نان ریخته شده است، سرو می‌گردد.